# Y mi banda toca el rock
Nel 2006 la cantante italiana Laura Pausini realizza una cover di La mia banda suona il rock.

## Y mi banda toca el rock(studio)

### Il brano
La canzone viene tradotta in lingua spagnola da Hidalgo con il titolo Y mi banda toca el rock, inserita nell'album Yo canto ed estratta come 4º ed ultimo singolo solo in Messico.
La canzone in lingua italiana La mia banda suona il rock, presente nell'album Io canto, non viene estratta come singolo in Italia e pertanto non è pubblicata su supporto audio, non viene trasmessa in radio e non è presente il videoclip.
Il brano in lingua spagnola viene quindi trasmesso in radio in Messico; non viene realizzato il videoclip.

### Tracce
CDS - Promo 50985731624 Warner Music Messico
1. Y mi banda toca el rock

Download digitale
1. La mia banda suona il rock
2. Y mi banda toca el rock

### Pubblicazioni
La mia banda suona il rock viene inserita nell'album Pensiero stupendo del 2012, che contiene canzoni di Ivano Fossati interpretate dai più grandi artisti italiani.

### Crediti
- Gabriele Fersini: chitarra elettrica
- Massimo Varini: chitarra elettrica
- Riccardo Galardini: chitarra elettrica, chitarra acustica
- Emiliano Fantuzzi: chitarra acustica
- Emiliano Fantuzzi: basso elettrico
- Alfredo Golino: batteria
- Massimiliano Costa: percussioni

### Classifiche
Posizioni massime
| Classifica (2007)            | Posizione |
| ---------------------------- | --------- |
| Stati Uniti (Latin Pop Song) | 29        |

## Y mi banda toca el rock(live)

### Il brano
Il 2 giugno 2007 la canzone Y mi banda toca el rock viene eseguita nel concerto di Laura Pausini allo Stadio Giuseppe Meazza di San Siro di Milano.
Y mi banda toca el rock in versione Live viene inserita così nell'album San Siro 2007 ed estratta come 2º ed ultimo singolo a novembre 2007.
Il brano Y mi banda toca el rock viene nuovamente trasmesso in radio, questa volta solo in Italia e in versione Live. Viene realizzato il videoclip del brano, tratto dal concerto di San Siro.

### Il video
Il videoclip è stato tratto dal DVD San Siro 2007, diretto dai regista Gaetano Morbioli e Cristian Biondani e registrato durante il concerto-evento del 2 giugno 2007 allo Stadio Giuseppe Meazza di San Siro, in pellicola 16mm utilizzando 12 cineprese ed un elicottero per le riprese aeree.

### Tracce
CDS - Promo 16497 Warner Music Europa
1. Destinazione Paradiso (Live)
2. Y mi banda toca el rock (Live)

Download digitale
1. Y mi banda toca el rock (Live)

### Pubblicazioni
La mia banda suona il rock viene inserita in versione Live negli album Laura Live World Tour 09 (audio e video) e Laura Live Gira Mundial 09 (video) del 2009 e Inedito - Special Edition del 2012 (video).
Y mi banda toca el rock viene inserita in versione Live negli album San Siro 2007 del 2007 (audio su CD e Medley video su DVD e Inédito - Special Edition del 2012 (video).

### Classifiche
Posizioni massime
| Classifica (2007) | Posizione |
| ----------------- | --------- |
| Svizzera          | 25        |